# Gateways to Annihilation
Gateways to Annihilation je šesti studijski album američkog death metal-sastava Morbid Angel objavljen 17. listopada 2000. godine. Posljednji je album sastava s gitaristom Erikom Rutanom. Do travnja 2002. godine album je bio prodan u više od 31.357 primjeraka u SAD-u.

## Popis pjesama
Tekstovi: Steve Tucker i Trey Azagthoth. 
| 1.    | »Kawazu«                   |                   | 0:35 |
| 2.    | »Summoning Redemption«     | Tucker, Azagthoth | 7:17 |
| 3.    | »Ageless, Still I Am«      | Tucker, Azagthoth | 5:18 |
| 4.    | »He Who Sleeps«            | Tucker            | 4:05 |
| 5.    | »To the Victor the Spoils« | Tucker, Azagthoth | 3:43 |
| 6.    | »At One with Nothing«      | Tucker, Azagthoth | 4:34 |
| 7.    | »Opening of the Gates«     | Tucker, Azagthoth | 5:15 |
| 8.    | »Secured Limitations«      | Azagthoth         | 4:40 |
| 9.    | »Awakening«                | Erik Rutan        | 1:21 |
| 10.   | »I«                        | Tucker, Azagthoth | 3:50 |
| 11.   | »God of the Forsaken«      | Rutan             | 3:50 |
| 44:28 |                            |                   |      |

## Zasluge
Morbid Angel
- Steve Tucker - vokali, bas-gitara
- Pete Sandoval - bubnjevi
- Erik Rutan - gitara
- Trey Azagthoth - gitara, vokali

Ostalo osoblje
- Jim Morris - produkcija, inženjer zvuka, miks, mastering
- Dan Seagrave - naslovnica
- Alex Solca - fotografije